# Orchestre philharmonique de Los Angeles
L'Orchestre philharmonique de Los Angeles (Los Angeles Philharmonic en anglais, ou LA Phil, LAP, LAPO) est un orchestre symphonique basé à Los Angeles, dans l'État américain de la Californie.

## Historique
L'orchestre est créé en 1919 par William Andrews Clark Jr avec Walter Henry Rothwell à sa tête comme premier chef d'orchestre. Il donne son premier concert onze jours après sa première répétition, toujours en 1919.
De 1964 à 2003, l'orchestre se produit au Dorothy Chandler Pavilion du Los Angeles Music Center. En 2003, il déménage au tout proche Walt Disney Concert Hall, œuvre de l'architecte Frank Gehry. Pendant la saison estivale, l'orchestre joue au Hollywood Bowl, un amphithéâtre en plein air.
Gustavo Dudamel en assure la direction artistique depuis 2009 succédant à Esa-Pekka Salonen.
Depuis sa fondation en 1919, l'Orchestre philharmonique de Los Angeles se produit au moins une fois par année dans la ville sœur de Santa Barbara.

## Liste des directeurs musicaux successifs
- Walter Henry Rothwell (1919–1927)
- Georg Schnéevoigt (1927–1929)
- Artur Rodziński (1929–1933)
- Otto Klemperer (1933–1939)
- Alfred Wallenstein (1943–1956)
- Eduard van Beinum (1956–1959)
- Zubin Mehta (1962–1978)
- Carlo Maria Giulini (1978–1984)
- André Previn (1985–1989)
- Esa-Pekka Salonen (1992–2009)
- Gustavo Dudamel (depuis octobre 2009)

## Sources
- (en) Cet article est partiellement ou en totalité issu de l’article de Wikipédia en anglais intitulé « Los Angeles Philharmonic » (voir la liste des auteurs).